# Trentepohlia roraimicola
Trentepohlia roraimicola är en tvåvingeart som beskrevs av Alexander 1935. Trentepohlia roraimicola ingår i släktet Trentepohlia och familjen småharkrankar. Inga underarter finns listade i Catalogue of Life.